# David Bläsing
David Bläsing (n. 29 decembrie 1660 la Königsberg – d. 7 octombrie 1719 la Königsberg) a fost un matematician și astronom german.

## Biografie
A studiat medicina și teologia, apoi a terminat matematica în 1690.
A întreprins călătorii prin Anglia, Franța și Olanda.
A fost membru al Academiei din Berlin.
A lăsat biblioteca sa prin testament Facultății de Filozofie și a creat un fond de întrajutorare a studenților săraci.

## Scrieri
- De Euclidis Propositione XLVII, libri I Elementarum
- De lineae justa propositionem divinam divisione
- De potioribus arithmeticae regulis algebricae evolutis